# William C. Wilson
William C. Wilson (* vor 1900; † nach 1906) war ein US-amerikanischer Jurist und Politiker.

## Werdegang
Über William C. Wilson ist nicht viel bekannt. Er studierte Jura und begann nach dem Erhalt seiner Zulassung als Anwalt zu praktizieren. Seine Anwaltspraxis lag an der Liberty Street 55 in Manhattan. Wilson gehörte der Republikanischen Partei an und war im 27. Abgeordnetenbezirk in New York City aktiv. Der New York State Comptroller William J. Morgan ernannte ihn am 3. Mai 1900 zu einem der fünf New York State Transfer Tax Appraisers für New York County unter dem neuen Verkehrssteuergesetz. Als First Deputy Comptroller unter Otto Kelsey fungierte er nach dessen Rücktritt im Mai 1906 als kommissarischer New York State Comptroller. Nach mehreren Monaten wurde er schließlich am 8. November 1906 durch den Gouverneur von New York Frank W. Higgins für die verbleibende Amtszeit von Kelsey zum New York State Comptroller ernannt.